# フェラーリ・375F1
フェラーリ 375F1 (Ferrari 375F1) はスクーデリア・フェラーリが1950年から1951年にかけて使用したフォーミュラ1カーである。F1世界選手権においてフェラーリが初優勝を遂げたマシンとして知られる。名称の「375」はエンジン1気筒あたりの排気量375ccを表す（375×12気筒=4,500cc）。
本記事では開発順に3,300ccのフェラーリ 275F1、4,100ccのフェラーリ 340F1、4,500ccのフェラーリ 375F1について説明する。

## 開発
フェラーリは1950年のF1世界選手権にスーパーチャージャー付き1,500ccエンジンの125F1で臨みながら、次期主力となる自然吸気エンジンの開発を進めていた。自然吸気エンジンは過給エンジンに比べると出力では劣るが、燃費が良いためレース中にピットインして再給油する回数を減らすことができるというメリットがあった。この路線変更の決断には、前年のベルギーGPで125F1が自然吸気エンジンのタルボ・ラーゴに敗れた影響があったとされる。
エンジンの開発はアウレリオ・ランプレディが担当し、排気量を段階的に増やしていく方法を採った。最初に完成したのが275エンジン（275cc×12気筒=3,300cc）、次が340エンジン（340cc×12気筒=4,080cc）。レギュレーション上限の4,500ccまで拡大した完成形が375エンジンである。これらはランプレディ・エンジン（別名：ビッグブロック）と呼ばれ、レース用スポーツカーや高級GTカーにも使用された。275F1のシャーシは125F1のものを流用したが、340F1から新シャーシとなった。
1951年にはシリンダーヘッドの新設計、点火系のツインプラグ化により最高出力が380馬力に向上した。このマシンは区別のためフェラーリ 375F1/51とも表記される。イギリスGPでフロイラン・ゴンザレスの乗る375F1が常勝アルファロメオ・159を破り、フェラーリの記念すべきF1初勝利を実現した（ゴンザレスのマシンは1950年型だった）。
1952年シーズンは世界選手権が2,000ccのF2規定で行われたため、375F1は排気量制限のないフォーミュラ・リブレで使用された。フェラーリはシリーズ第2戦に組み込まれていたインディアナポリス500（インディ500）に参戦するため、オーバルコース向けにホイールベースを延長したフェラーリ 375インディをアメリカに送った。

## スペック
シャーシ
- 構造 スチール製チューブラーフレーム
- 全長  mm
- 全幅  mm
- 全高  mm
- ホイルベース 2,320mm
- トレッド 1,278mm（前） 1,250mm（後）
- ギアボックス 4速＋後進1速
- 重量 850kg
- サスペンション 
  - 前 ダブルウィッシュボーン/リーフスプリング
  - 後 スイングアクスル/トーションバー（275F1・340F1） ド・ディオンアクスル/リーフスプリング（375F1）
- ブレーキ ドラム式

エンジン
- 気筒数・角度　V型12気筒・60度
- ボア・ストローク 72×68mm（275F1） 80×68mm（340F1） 80×74.5mm（375F1）
- 排気量 3,322cc（275F1） 4,101cc（340F1） 4,493cc（375F1）
- 最高出力 300馬力/7,300回転（275F1） 335馬力/7,000回転（340F1） 350馬力/7,000回転（375F1）
- 動弁 SOHC・1気筒あたり2バルブ
- キャブレター ウェバー42 DCFキャブレター（トリプル）
- 点火装置 1気筒あたり1プラグ
- 潤滑システム ドライサンプ
- クラッチ マルチプレート
- 最高速度 280km/h（275F1） 300km/h（340F1） 320km/h（375F1）

タイヤ
- 前輪サイズ 5.50×16
- 後輪サイズ 7.00×16（275F1・340F1） 7.50×17（375F1）

## 成績

### 1950年
275F1はF1第5戦ベルギーGPから投入されたが、次戦フランスGPでは不調のため出走をキャンセルした。7月末の非選手権ジュネーブGPで340F1が登場し、9月の地元イタリアGPで375F1がデビューした。エースのアルベルト・アスカリは途中からドリノ・セラフィーニのマシンに乗り継ぎ2位に入った。アルファロメオ不参加の非選手権ペニャリンGPでは1-2-3フィニッシュを決めた。
- 1950年のF1世界選手権
  - 第5戦ベルギーGP
    - アルベルト・アスカリ - 予選6位・決勝5位（275F1）

  - 第7戦イタリアGP
    - アルベルト・アスカリ - 予選7位・決勝リタイア（375F1）
    - ドリノ・セラフィーニ/アルベルト・アスカリ - 予選2位・決勝リタイア（375F1）

### 1951年
オフシーズンの開発により375F1は戦闘力を高め、開幕からアルファロメオと接戦を演じた。迎えた第5戦イギリスGP、途中加入したフロイラン・ゴンザレスが同郷のファン・マヌエル・ファンジオの追撃をかわして初優勝を記録した。その後は完全にフェラーリ優勢となり、ドイツGP、イタリアGPでアスカリが連勝。最終戦スペインGPはアスカリとファンジオのドライバーズタイトル決定戦となった。しかし、フェラーリ勢はタイヤを通常の17インチから16インチに替えるという作戦が裏目に出てタイヤトラブルに見舞われ、ファンジオのチャンピオン獲得を許した。
375F1はフェラーリワークスチームのほか、イギリスのプライベーターチーム、ヴァンダーベルが「シンウォール・スペシャル」として使用した（のちにフェラーリと争うヴァンウォールの前身）。ドライバーはレッグ・パーネルとピーター・ホワイトヘッドが交代で乗った。
- 1951年のF1世界選手権
  - 第1戦スイスGP
    - アルベルト・アスカリ - 予選7位・決勝6位
    - ルイジ・ヴィロレージ - 予選3位・決勝リタイア
    - ピエロ・タルフィ - 予選6位・決勝2位

  - 第3戦ベルギーGP
    - アルベルト・アスカリ - 予選4位・決勝2位
    - ルイジ・ヴィロレージ - 予選3位・決勝3位
    - ピエロ・タルフィ - 予選5位・決勝リタイア

  - 第4戦フランスGP
    - アルベルト・アスカリ - 予選3位・決勝リタイア
    - ルイジ・ヴィロレージ - 予選4位・決勝3位
    - フロイラン・ゴンザレス/アルベルト・アスカリ - 予選6位・決勝2位

  - 第5戦イギリスGP
    - アルベルト・アスカリ - 予選4位・決勝リタイア
    - ルイジ・ヴィロレージ - 予選5位・決勝3位
    - フロイラン・ゴンザレス - 予選1位・決勝1位

  - 第6戦ドイツGP
    - アルベルト・アスカリ - 予選1位・決勝1位
    - ルイジ・ヴィロレージ - 予選5位・決勝4位
    - ピエロ・タルフィ - 予選6位・決勝5位
    - フロイラン・ゴンザレス - 予選2位・決勝3位

  - 第7戦イタリアGP
    - アルベルト・アスカリ - 予選3位・決勝1位
    - ルイジ・ヴィロレージ - 予選5位・決勝4位
    - ピエロ・タルフィ - 予選6位・決勝5位
    - フロイラン・ゴンザレス - 予選4位・決勝2位
    - フランチェスコ・ランディ - 予選16位・決勝リタイア

  - 第戦スペインGP
    - アルベルト・アスカリ - 予選1位・決勝4位
    - ルイジ・ヴィロレージ - 予選5位・決勝リタイア
    - ピエロ・タルフィ - 予選7位・決勝リタイア
    - フロイラン・ゴンザレス - 予選3位・決勝2位

### 1952年

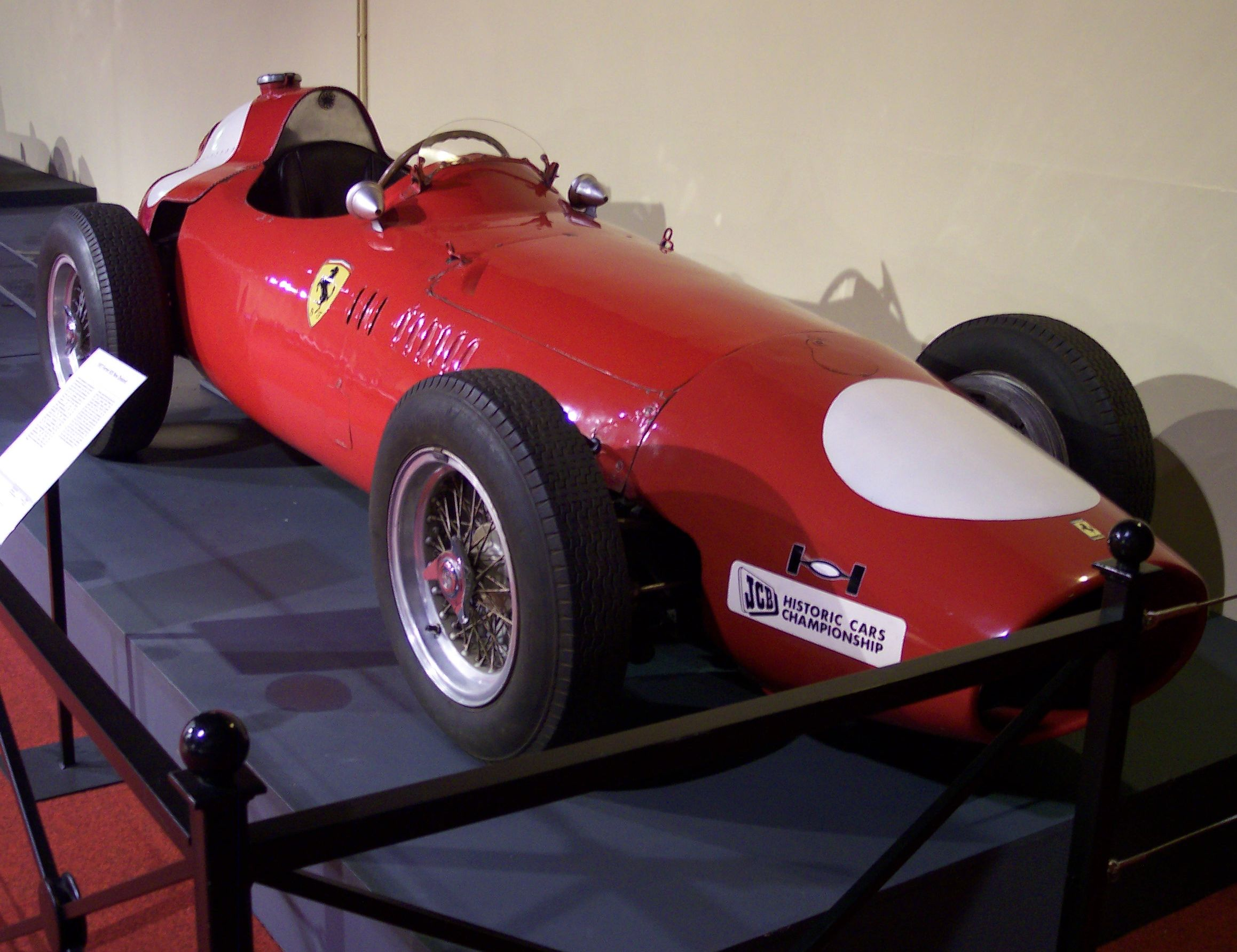
フェラーリ・375インディ

インディ500はF1開幕時から選手権レースに指定されていたが、実際に出場したのはフェラーリが最初だった。これはエンツォ・フェラーリの旧友でありアメリカでフェラーリ販売代理店を営むルイジ・キネッティの働きかけによるもので、375インディの3台に地元のプライベーターが乗り、ワークスからはアスカリひとりが出場した（予選出走ためF1初戦スイスGPを欠場）。プライベーター勢は予選落ちし、決勝に進んだアスカリもホイール破損のため序盤にリタイアした。

## その他
- フェラーリが初優勝した1951年から70年を迎えた2021年、マラネッロの工場に保管されていた設計書を基にして375F1のレストアを実施した[8]。その後、レストアした375F1を初勝利したイギリスグランプリの開催地であるシルバーストン・サーキットにて、2021年7月19日にマルク・ジェネ、シャルル・ルクレールによるデモランが行われた[9]。
- また、2011年のイギリスグランプリでも前述の初優勝を記念して、バーニー・エクレストン所有する375F1のデモランをフェルナンド・アロンソが行った。